# Евадна
Евадна или Еуадна (грч. Εὐάδνη) је име више личности из грчке митологије.

## Митологија
1. Кћерка Посејдона и Питане, која је по рођењу предата на чување аркадијском краљу Епиту. Он ју је одгајио, а касније је постала љубавница Аполона коме је родила сина Јама.[1][2]
2. Ифисова кћерка и Капанејева жена, која се бацила на ломачу на којој је спаљено мртво тело њеног мужа.[1][2]
3. Нимфа, кћерка Стримона, бога реке Струме и Неере, Аргова супруга.[1] Ова Евадна је повезивана са Исменом.[3]
4. Диодор помиње и Евадну као једну од Пелијиних кћерки (Пелијада).[4]